# Gloria Lasso
Gloria Lasso nascida Rosa Coscolin Figueras (Vilafranca del Penedès, Catalunha, 25 de outubro de 1922 - Cuernavaca, México, 4 de dezembro de 2005), foi uma cantora espanhola conhecida na Europa e América Latina
Suas canções exploram a sua origem espanhola, que representam os padrões latinos.
Morreu de infarto em um domingo, em seu domicílio, no México, com 83 anos de idade.